# Antony Gormley

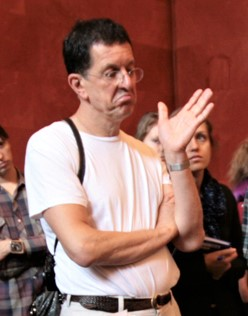
Antony Gormley, 2011

Sir Antony Mark David Gormley, OBE (* 30. August 1950 in London) ist ein englischer Bildhauer. Seine bekannteste Plastik ist der übergroße Angel of the North bei Gateshead, Tyne and Wear, England.

## Leben
Gormley ist das jüngste Kind von sieben Kindern einer deutschen Mutter (Elspeth Brauninger) und eines irischen Vaters. Er wuchs in Dewsbury Moor in West Yorkshire auf. Er war Schüler am Benediktiner-Internat Ampleforth College, bevor er von 1968 bis 1971 am Trinity College in Cambridge studierte. Seine Fächer waren Archäologie, Völkerkunde und Kunstgeschichte. Gormley verbrachte die folgenden drei Jahre in Indien und Sri Lanka, wo er unter Anleitung von Satya Narayan Goenka die Technik der Vipassana-Meditation erlernte. Von 1974 bis 1977 schloss er in London sein Kunststudium am Central Saint Martins College of Art and Design und am Goldsmiths, University of London ab. Anschließend belegte er noch in den Jahren 1977 bis 1979 einen Graduiertenlehrgang an der Slade School of Art des University College London.
Gormleys erste Ausstellung in Deutschland mit dem Titel Antony Gormley: Sculpture wurde 1985 zuerst in der Städtischen Galerie Regensburg und anschließend im Kunstverein Frankfurt gezeigt.
1994 wurde Gormley mit dem Turner-Preis ausgezeichnet.
Gormley war bis 2007 im Stiftungsrat des Baltic Centre for Contemporary Art in Gateshead und seit 2007 des British Museum in London.
Im Oktober 2010 schrieben Gormley und rund 100 britische Künstler einen Offenen Brief an den konservativen Kulturminister Großbritanniens, Jeremy Hunt, als Protest gegen die Etatkürzungen für die Kunst.
2013 wurde er mit dem Praemium Imperiale geehrt.
Gormley ist mit der britischen Malerin Vicken Parsons verheiratet, die er auf der Slade School of Art kennengelernt hatte. Vicken Parsons ist eine Tochter des Schauspielers David Tree und über dessen Bruder Denys eine Cousine von Alan Parsons. Durch ihren Urgroßvater Herbert Beerbohm Tree ist sie u. a. mit Carol Reed und Oliver Reed verwandt.

## Werk (Auswahl)

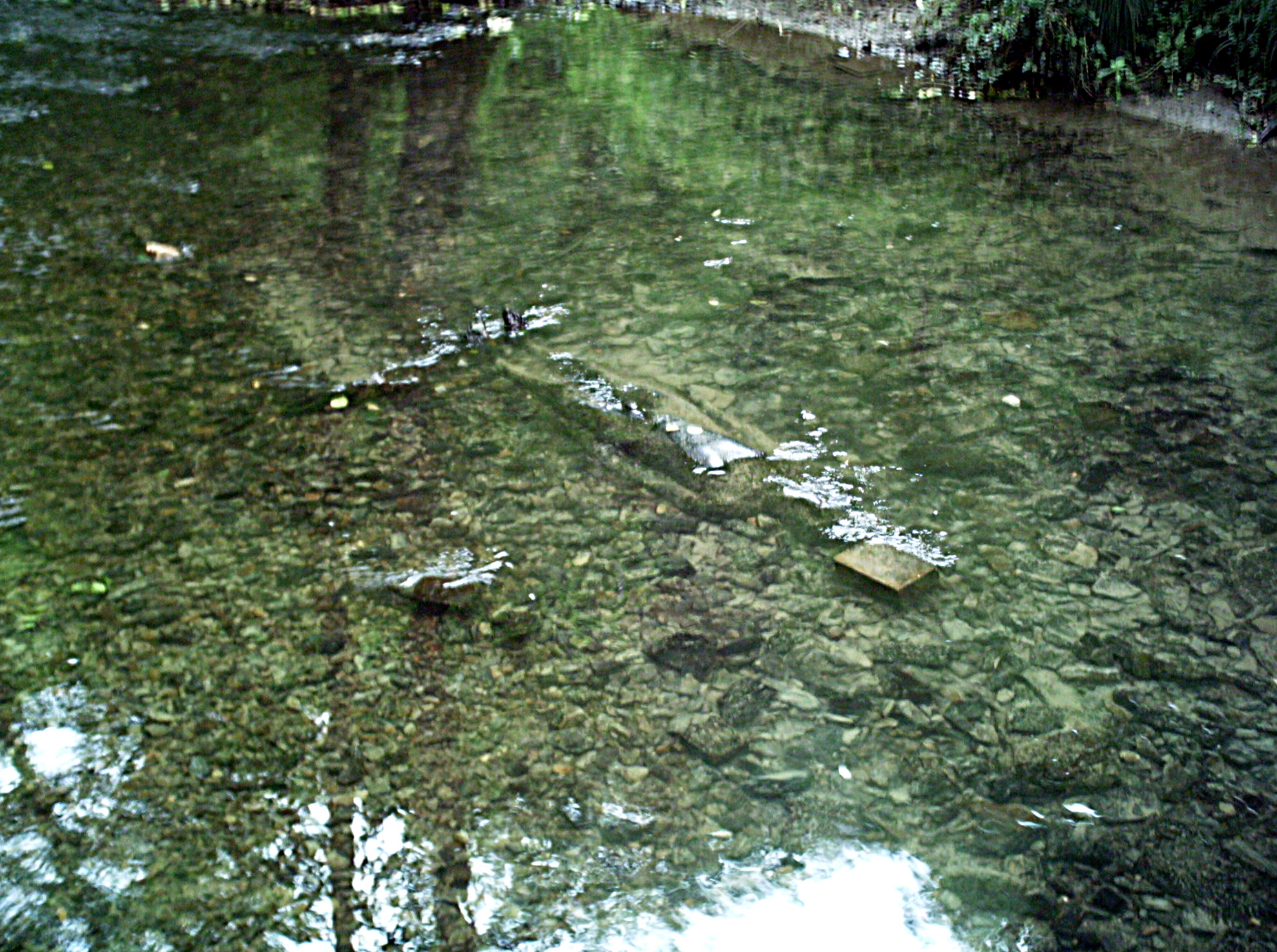
Being, Kunstweg MenschenSpuren im Neandertal

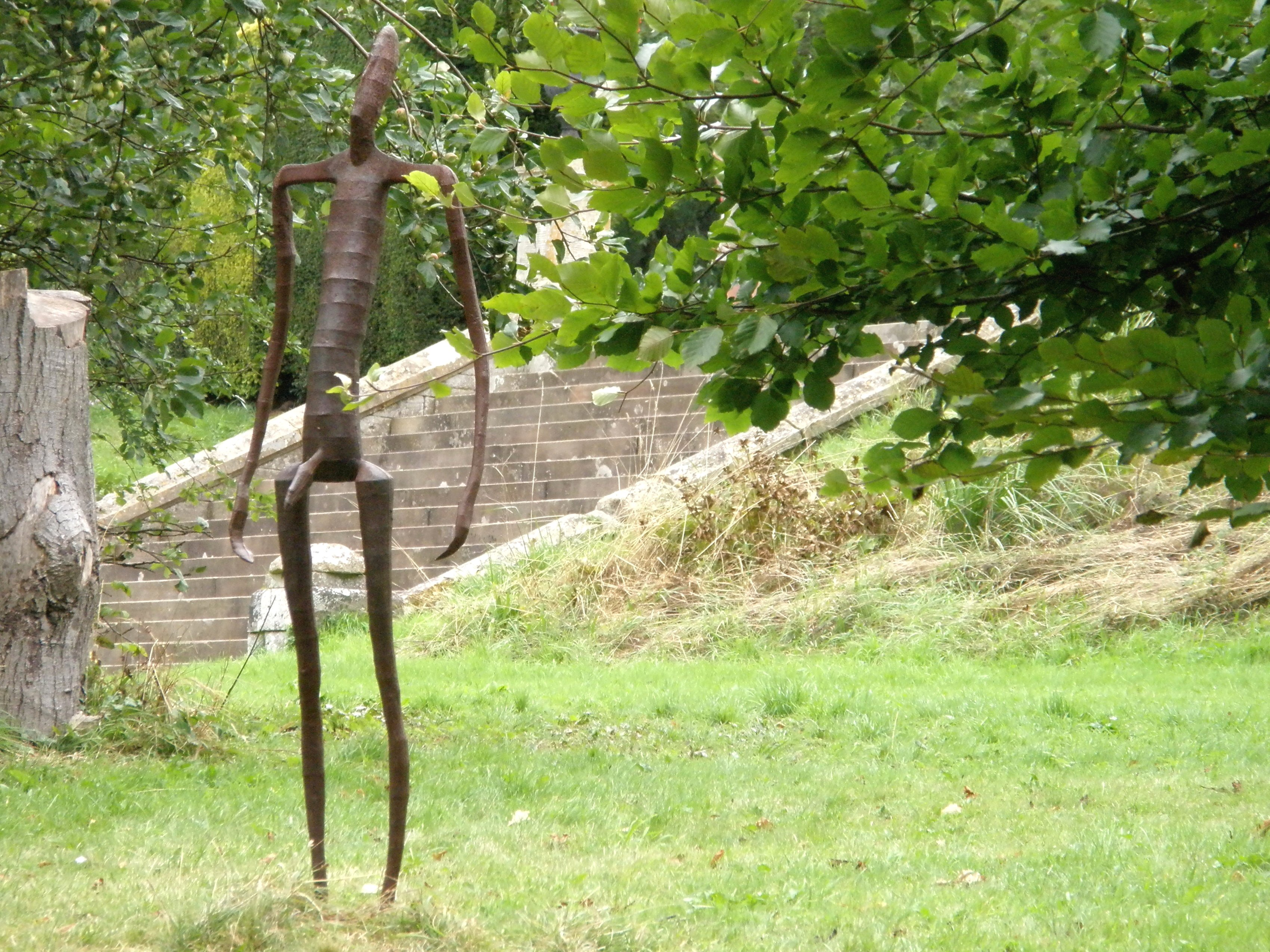
Insider VIII, 1998, Eisen, Höhe 1,86 m. Jerwood Sculpture Collection, Ragley Hall, Warwickshire

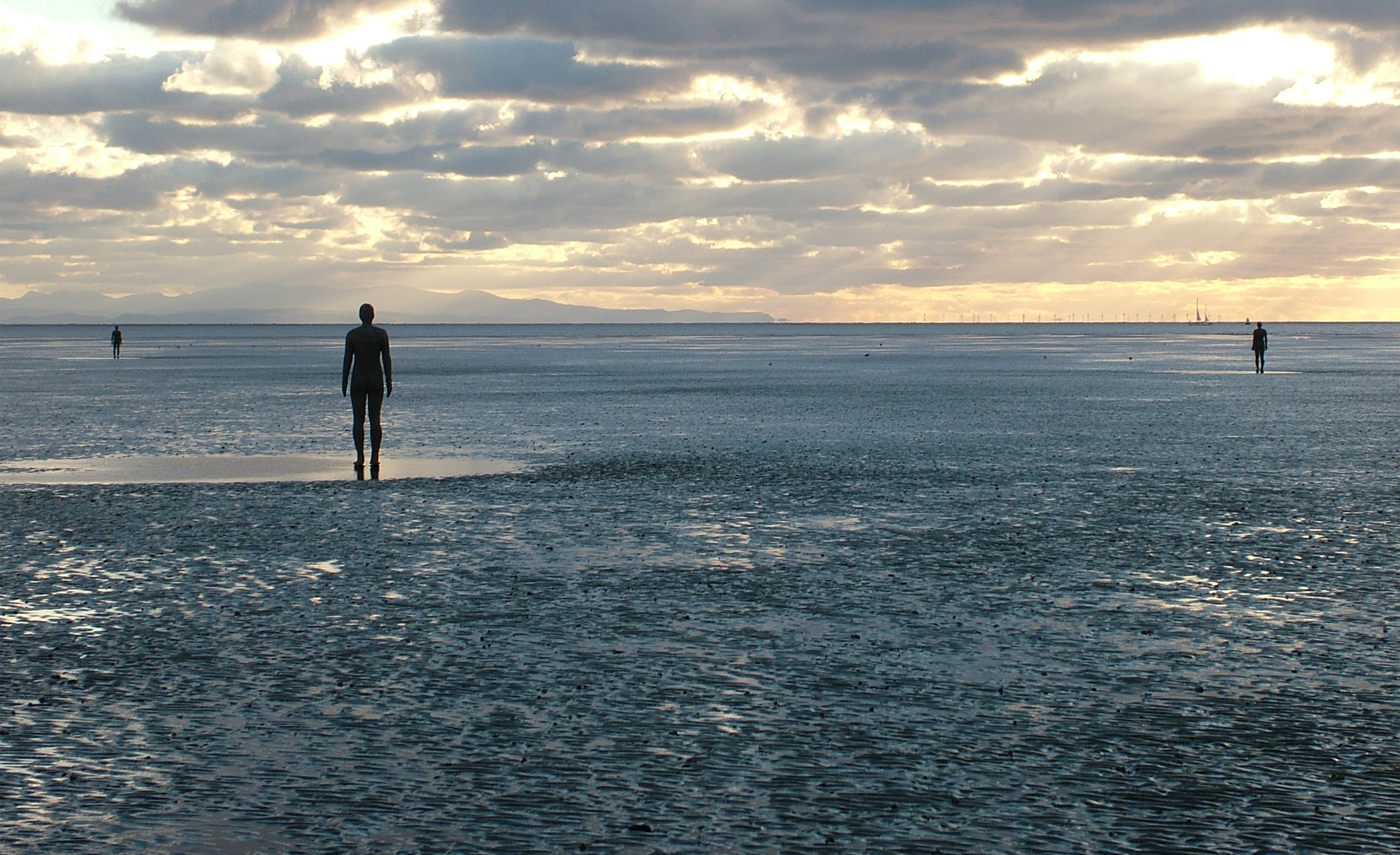
Another Place, Crosby Beach

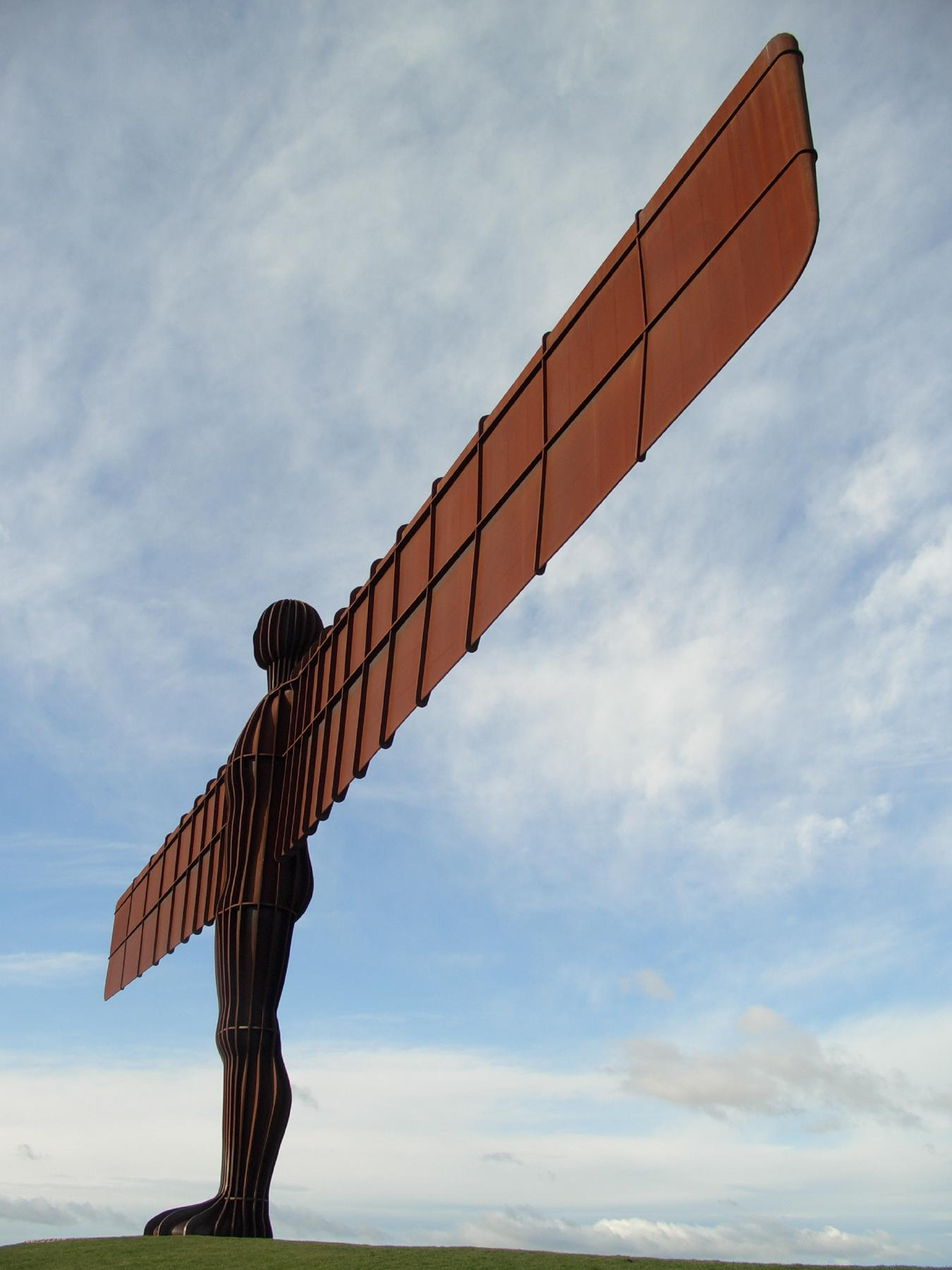
Angel of the North, 1998

Seit den 1990er Jahren experimentiert Antony Gormley mit verschiedenen Materialien, so auch mit Stahl. Seine Arbeiten behandeln meist den menschlichen Körper als Thema. Sein eigener Körper diente in vielen Fällen als Vorlage für lebensgroße Metallplastiken wie z. B. Being oder Another Place.
Immer wieder bezieht er dabei die Arbeit ganzer sozialer Gruppen in den Werkprozess ein und beruft sich dabei auf Joseph Beuys’ Begriff der Sozialen Plastik.
- 1985: Untitled (for Francis), Skulptur in der Tate Modern, London, England.
- 1986: Sound II, Installation in der Krypta der Kathedrale von Winchester, Winchester, England.
- 1987: Out of the Dark, Männliche Eisenplastik auf dem Martinsplatz in Kassel, 193 × 63 × 40 cm.
- 1993: Iron: Man, Eisenskulptur auf dem Victoria Square, Birmingham, England.
- 1995: Havmannen; Die Eisenfigur des Mannes im Meer steht im Ranafjord vor der norwegischen Stadt Mo i Rana und war zu Beginn bei der Bevölkerung sehr umstritten.
- 1995: Critical Mass; 60 lebensgroße, gusseiserne Elemente, die in verschiedener Weise arrangiert werden können, so zum Beispiel 2009 im Kunsthaus Bregenz und 2010 im De La Warr Pavilion in Bexhill-on-Sea an der englischen Südküste.
- 1997: Another Place; 190 eiserne Figuren wurden 1997 für einige Wochen im Wattenmeer vor Cuxhaven aufgestellt. Die so bei Hochwasser teilweise bis zur Brust im Wasser stehenden und bei Niedrigwasser zu Fuß erreichbaren lebensgroßen Figuren boten den Betrachtern ein imposantes Schauspiel. Im Sommer 2003 waren die Figuren im Rahmen der Triennale Beaufort an der belgischen Nordseeküste in De Panne aufgestellt. Die Figuren sind seit 2005 permanent in der Mündung des River Mersey in Crosby Beach nördlich von Liverpool Anfield aufgestellt. Der von der Stadtverwaltung nach zwei Jahren geplante Abbau der Figuren wurde von der Mehrheit der Bevölkerung abgelehnt.
- 1990: Field; 1990 ließ Gormley von etwa 60 mexikanischen Männern, Frauen und Kindern 35.000 handgroße grob gestaltete Tonfiguren nach seinen Vorgaben erstellen und in einer Ziegelei mit Familienbetrieb brennen. Die Figuren setzte er dann als große Räume füllende Menge zu der Arbeit Field zusammen. Zur Massenherstellung gehörte zugleich die Akzeptanz von Unterschieden. Die erwartungsvoll aufblickende Figurenmenge zeigt trotz ihrer Gleichartigkeit individuelle Unterschiede. Das Projekt wird von Gormley seit 1991 in verschiedenen Ländern mit unterschiedlichsten Bevölkerungsschichten fortgeführt, so zum Beispiel 1993 mit Field for the British Isles sowie im gleichen Jahr im Museum of Fine Arts in Montreal Kanada und 2006 mit Asian Field, wo 350 chinesische Bauern aus 100 Tonnen Lehm innerhalb von fünf Tagen 180.000 Figürchen für die Sidney Biennale formten.
- 1996: Allotment II; 300 lebensgroße Betonquader, nach den Maßen verschiedener Einwohner der schwedischen Stadt Malmö. Diese waren im Alter von 1½ bis 80 Jahren.
- 1998: Angel of the North; 1994–1998 schuf er mit dem englischen Ingenieurbüro Arup und Werftarbeitern in Kingston upon Hull die Stahlskulptur Angel of the North. Die 20 m hohe engelhafte Stahlfigur hat eine Spannweite von 54 m. Sie steht seit 1998 als weithin sichtbare Landmarke an der M1 im Nordosten Englands bei der Stadt Gateshead.

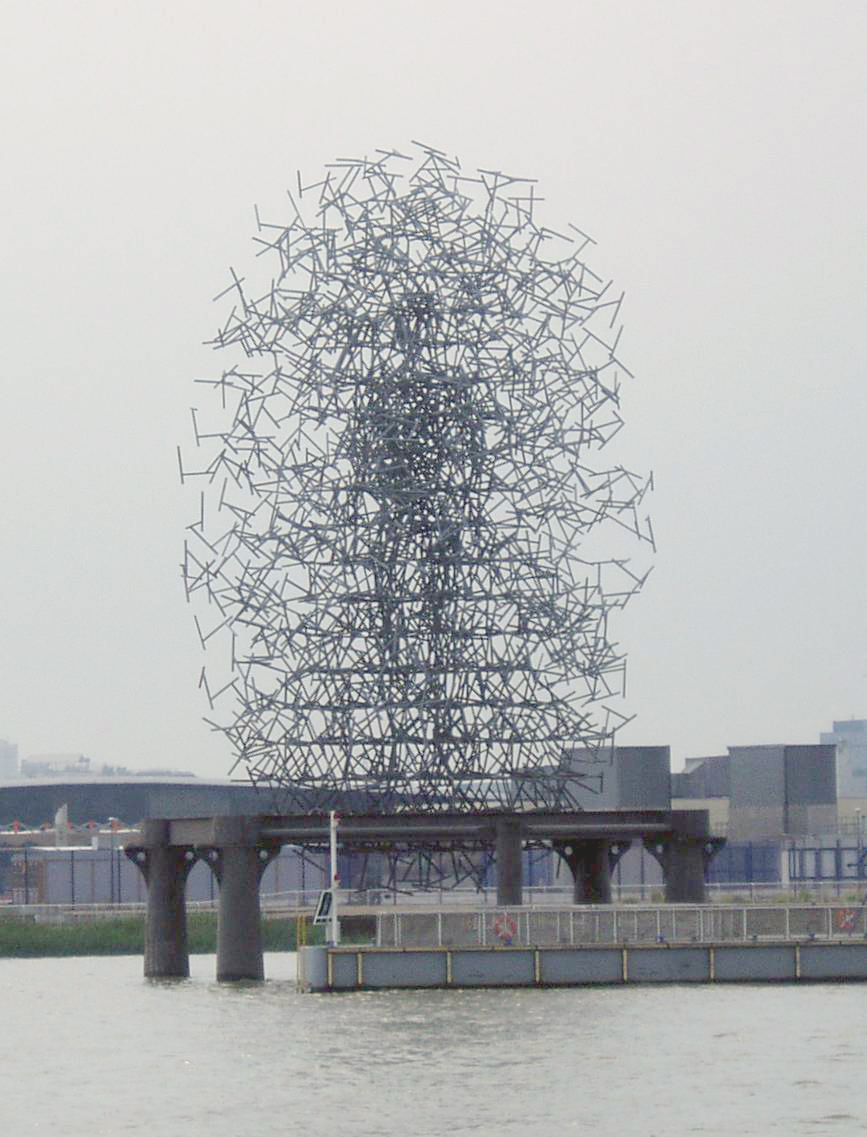
Quantum Cloud

- 1999: Quantum Cloud; In der Nähe des Londoner Millennium Dome wurde in Greenwich zur Jahrtausendwende die 30 m hohe Skulptur Quantum Cloud errichtet. Sie setzt sich aus zahlreichen 1,5 m langen Stahlelementen zusammen, die, wie vom Computer generiert, im Inneren eine menschliche Figur abbilden.
- 2001: Present Time; Die Stahlskulptur steht zurzeit bis zum Jahr 2018 auf einem der Innenhöfe des Mansfield College der Universität Oxford.
- 2001: Steht und fällt; Installation mit Figur aus Gusseisen, schwarzem Wasserbecken und Betonsteg in einem Innenhof des Jakob-Kaiser-Hauses des Deutschen Bundestags in Berlin.[2]
- 2002: Being, Skulptur im Rahmen des Skulpturenprojektes Kunstweg MenschenSpuren im Neandertal. Die gusseiserne Skulptur wurde in das Bett der Düssel gelegt.
- 2002: Apart IX; Die aus Metallblöcken gestaltete, hockende Figur befindet sich im Besitz des Palm Springs Art Museum, Palm Springs, Kalifornien, USA.
- 2002: Filter; Installation, die 2009 von der Manchester Art Gallery, Manchester, England, erworben wurde.
- 2003: Inside Australia; Installation von ursprünglich 51 schwarzen Edelstahlfiguren im ausgetrockneten Lake Ballard in Westaustralien. 2016 standen noch 49 der Statuen.
- 2006: Waste Man; Eine menschliche Figur aus 30 Tonnen Sperrmüll am Strand von Margate in England, die letztendlich als Zeichen des Brennenden Dornbuschs für den Schluss des Films Exodus in 32 Minuten abgebrannt wurde.
- 2006: Time Horizon; Die Installation befindet sich im Archäologischen Park von Scolacium in der Nähe von Catanzaro in Kalabrien in Italien
- 2007: Blind Light; Installationen in der Hayward Gallery im Southbank Centre in London.
- 2009: One & Other; Zwischen dem 6. Juli und dem 14. Oktober 2009 lud Gormley Besucher des Trafalgar Square in London, dazu ein, sich jeweils für eine Stunde auf der Vierten Plinthe des Platzes aufzuhalten und darzustellen. 2400 „Darsteller“ nahmen daran teil.

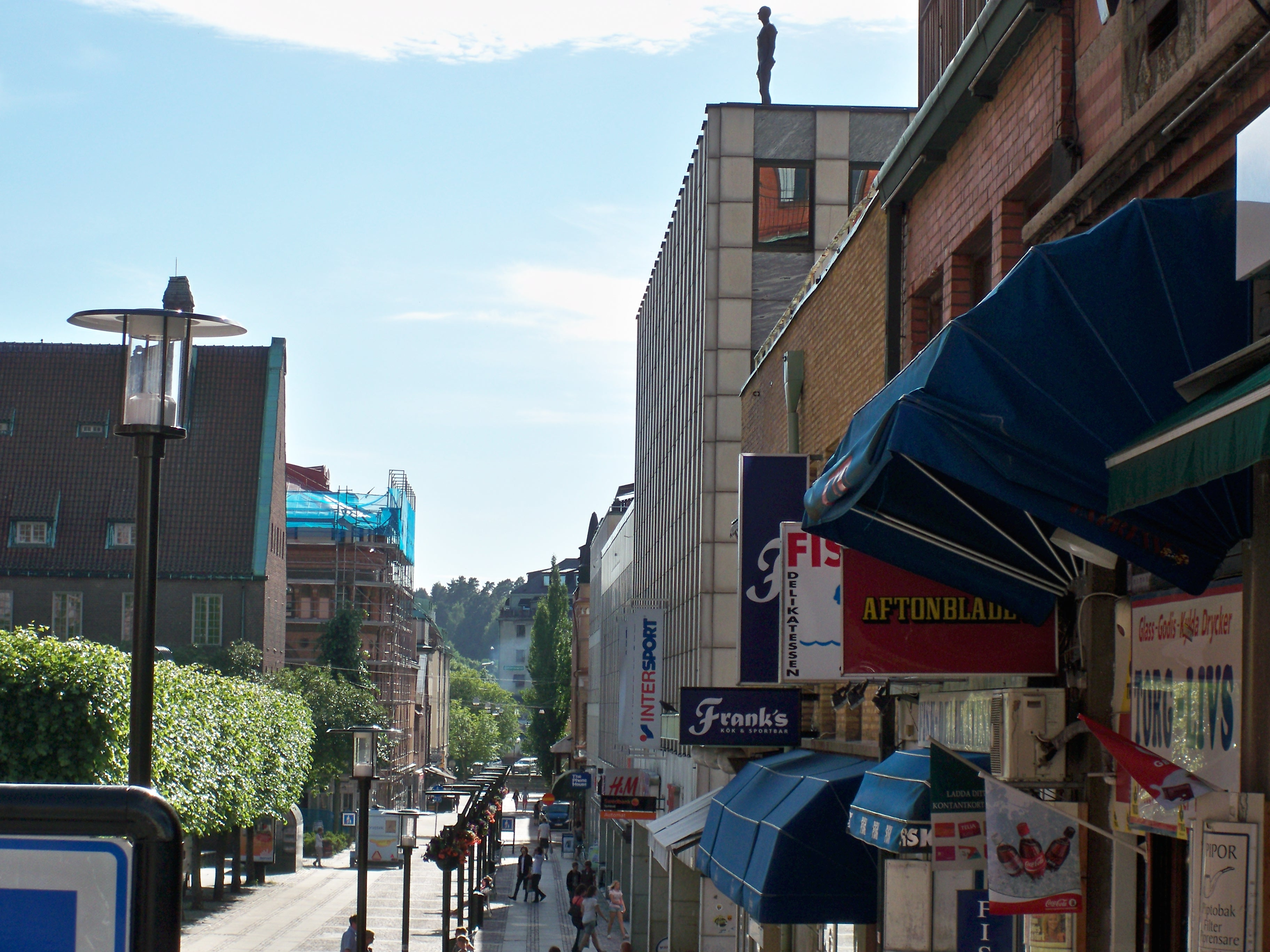
Another time VIII, eine Installation in Borås (2010)

- Event Horizon; 2007–2010: Eine Installation von 31 lebensgroßen Abgüssen des Körpers des Künstlers mit vier gusseisernen und 27 Fiberglasfiguren. Die Figuren wurden auf hohen Gebäuden auf der South Bank in London angebracht. Eine neue Anordnung fand die Installation im Jahre 2010 an Plätzen rund um den Madison Square in Manhattan, New York City und auch in Borås in der schwedischen Provinz Västra Götalands län.
- 2008: Habitat; Installation auf dem Gelände des Anchorage Museums in Anchorage, Alaska.
- 2008: Reflection II; Im De Cordova Museum and Sculpture Park in Lincoln, Massachusetts.
- 2008: Sculpture for an Objective Experience of Architecture; zusammen mit dem Architekten David Chipperfield im Kivik Art Centre in Schweden.
- 2009: Clearing V; Etwa 10 km Aluminiumrohr, das in einem Raum von Wand zu Wand gespannt und teilweise ineinander verflochten ist.
- 2009: Voices from Oxford; Die Figur steht auf dem Exeter College in Oxford England und überschaut die Hauptstrasse der Universitätsstadt, die Broad Street.
- 2010: Crouching Figure; Der Kauernde Mann befindet sich am Strand der Nordsee in East Lothian in Schottland. Die Figur ist 25,5 Meter hoch und besteht aus insgesamt 60 Tonnen Stahlgerüst.
- 2010–2012: Horizon Fields; Im Bregenzerwald im österreichischen Vorarlberg standen 100 gusseiserne Figuren in der Gebirgslandschaft jeweils auf exakt 2039 Höhe über dem Adriatischen Meer.[3]
- 2010: 2 X 2; Anlässlich der Skulpturbiennale in Carrara in Italien schuf Gormley zwei überlebensgroße Skulpturen aus weißem Marmor.
- 2011: Mothership with Standing Matter; Jernbaneparken in Lillehammer, Norwegen. Die 180 cm hohe Figur aus Stahl besteht aus verschieden großen Kugeln und ist von weiteren Kugeln umgeben, die auf dem Boden eines Betonkastens verstreut sind. Der Kasten ist auf zwei Seiten durch Glasscheiben hindurch einsehbar.
- 2012: Relational Aesthetics; zusammen mit seiner Frau Vicky Parsons. Mobile aus Stahlstäben, Polystyrolkugeln in verschiedenen Größen, Nylon- und Stahlfäden, Klebstoff und Farben, in der Ausstellung Sweethearts. Artist Couples, Pippy Houldsworth Gallery, London.[4]
- 2012: Unlimited Bodies; Installation im Palais d’Iéna, Paris
- 2012: Horizon Field Hamburg; Installation in der nördlichen der beiden Hamburger Deichtorhallen. In der leeren Halle wurde eine Stahlkonstruktion mit einem Gesamtgewicht von 67 t in 7,4 m Höhe aufgehängt, die die Maße 4890 * 2490 * 206 cm hat. Auf dem 12 mm starken Boden aus Birkenmehrschichtholz wurden 168 Akustikzellen aus Holz angebracht und mit schwarzem PU-Harz beschichtet. Die Konstruktion konnte über Treppen, die nicht mit der Konstruktion verbunden waren, barfuß betreten werden.[5][6]
- 2012: Vessel 2012; Installation in der Galleria continua in San Gimignano, Toskana, Italien. Gormley schuf eine aus aneinander befestigten 39 Stahlkisten bestehende Skulptur mit den Maßen 370 × 2200 × 480 cm. Die Kisten sind aus Cortenstahl und wurden mit M16-Stahlschrauben aneinander befestigt.[7] Die Installation wurde 2015 anlässlich des 25-jährigen Bestehens der Galeria Continua in ihrer Ausstellung Follia Continua in den Hallen des Centquatre Paris erneut gezeigt.[8]
- Sum 2012; Installation in der Galleria continua. Gusseiserne Figur. Maße: 22 × 201 × 51 cm.
- 2013: Blickachsen 9; Blickachsen 9, Bad Homburg, Gusseiserne Skulptur: Burst II, 350 × 250 × 81 cm.
- 2014: Murmur; White Cube (London), Bermondsey, London, Kubus aus Edelmetallrohren und Plastik-Steckverbindungen, 420,5 × 430 × 411 cm.
- 2014: Check, Gusseisen 188,5 × 50 × 50 cm. 2015: Teil einer Installation auf dem Martello-Turm, Aldeburgh, Suffolk, England.
- 2014/2015: Expansion Field; Zentrum Paul Klee, Bern; Metallstrukturen aus Cortenstahl, hermetisch dicht verschweißt nach Schutzart IP 68.
- 2015: Stop (Lead); Blei, 26,7 × 40,1 × 23,2 cm.
- 2014–2016: Stay; Gusseisen, 184 × 48 × 41 cm. Insgesamt 5 Ausfertigungen. 2 Ausfertigungen wurden von der Stadt Christchurch in Neuseeland angekauft, welche 2015 die erste im Fluss Avon River/Ōtakaro aufstellte. Die zweite wird 2016 im Zentrum der Stadt nach Beseitigung von Erdbebenschäden aufgestellt werden.

## Ausstellungen
- Antony Gormley: Sculpture, 1985 Städtische Galerie Regensburg und anschließend Frankfurter Kunstverein, Frankfurt am Main.
- Antony Gormley. 12. Juli bis 4. Oktober 2009, Kunsthaus Bregenz.
- Antony Gormley: Aperture, September–Oktober 2009, Galerie Xavier Hufgens, Brüssel.
- Ataxia II. Antony Gormley.  4. April bis 23. Mai 2009, Galerie Thaddaeus Ropac, Salzburg/Paris. Ausstellungskatalog.
- Still Being (Corpos Presentes), 2012 bis 2013, im Centro Cultural Banco Brasil in São Paulo und danach in Rio de Janeiro und in Brasilia. Teil dieser ersten Ausstellung von Gormley in Lateinamerika waren Amazonian Field, Critical Mass, Event Horizon und Breathing Room.
- Antony Gormley: Model, 2012 bis 2013, White Cube, Bermondsey Street, London, England.
- Antony Gormley. Expansion Field., 2014 bis 2015, Zentrum Paul Klee, Bern.[9]
- Antony Gormley. Sculpture 21st. Lehmbruck Museum, Duisburg, 2015
- Antony Gormley: Sight, 2. Mai bis 31. Oktober 2019, Delos[10]
- Antony Gormley. Learning to Be, 13. Juni 2021 bis 24. April 2022, Schauwerk Sindelfingen
- Gormley/Lehmbruck Calling on the body, 2022/23 Lehmbruck-Museum, Duisburg